# The Van Pelt
The Van Pelt was een Amerikaanse indierockband, opgericht in 1995 door zanger-gitarist Chris Leo. De oorspronkelijke bezetting bestond verder uit gitarist Brian Maryanski, bassist Sean Greene en drummer Neil O'Brian. Het debuutalbum Stealing from our favorite thieves werd uitgebracht in 1996. Hierna verliet Greene de band. Hij werd vervangen door Toko Yasuda (Blonde Redhead). Het tweede album Sultans of sentiment verscheen in 1997. Nog dat jaar werd de band opgeheven. Leo en Yasuda richtten vervolgens The Lapse op.
De band kwam later diverse malen bij elkaar voor concerten. In 2014 zou The Van Pelt optreden op het Jabberwocky Festival in de ExCeL London maar het festival werd een paar dagen van tevoren afgelast wegens tegenvallende kaartverkoop. Ook verschenen nog het studioalbum Imaginary third op Record Store Day in 2014 en het livealbum Tramonto (live in Ferrara 12.08.2014) in 2016.

## Discografie
- Stealing from our favorite thieves, 1996
- Sultans of sentiment, 1997
- Imaginary third, 2014
- Tramonto (live in Ferrara 12.08.2014), 2016